# Заслуженный тренер Туркменистана
Почётное звание Туркменистана «Заслуженный тренер Туркменистана» (туркм. Türkmenistanyň at gazanan tälimçisi) - государственная награда Туркменистана.

## Положение о почётном звании
1. Почётное звание Туркменистана «Заслуженный тренер Туркменистана» является государственной наградой Туркменистана.
2. Почётное звание Туркменистана «Заслуженный тренер Туркменистана» присваивается лицам:
- имеющим за годы независимости Туркменистана большие заслуги в повышении международного авторитета и славы туркменского спорта, его популяризации;

- за особый личный вклад в подготовке спортсменов, успешно выступавших на Олимпийских, Азиатских играх, мировых чемпионатах, соревнованиях за кубки Азии и мира, ставших победителями и занявших призовые места, известных спортсменов и команд, завоевавших право на участие в Олимпийских. Азиатских играх, мировых чемпионатах в составе команд по игровым и другим видам спорта, в обеспечении их успешного выступления, развитии туркменского спорта, в обучении молодёжи его тонкостям, приёмам и образцовым направлениям, в разработке методических пособий (пояснительных рекомендаций) по подготовке спортсменов и команд высшей категории но игровым видам спорта, и их реализации;

- имеющим большие заслуги в учебно-тренировочной и воспитательной деятельности в области спорта и добившимся высоких результатов.

3. Почётное звание Туркменистана «Заслуженный тренер Туркменистана» присваивается гражданам Туркменистана.
Президент Туркменистана вправе присваивать почётное звание Туркменистана «Заслуженный тренер Туркменистана» лицам, не являющимся гражданами Туркменистана.
4. Лицам, удостоенным почётного звания Туркменистана «Заслуженный тренер Туркменистана», вручаются удостоверение и нагрудный знак к почётному званию Туркменистана "Заслуженный тренер Туркменистана".
5. Лицам, удостоенным почётного звания Туркменистана «Заслуженный тренер Туркменистана», выплачивается единовременная денежная премия в четырёхкратном размере минимальной заработной платы и устанавливается ежемесячная надбавка к заработной плате, должностному окладу, пенсии, государственному пособию, стипендии в размере 20 процентов от минимальной заработной платы.
6. Лица, удостоенные почётного звания Туркменистана «Заслуженный тренер Туркменистана» пользуются и другими льготами в порядке и случаях, которые установлены законодательством Туркменистана.

## Описание нагрудного знака к почётному званию
Нагрудный знак к почётному званию Туркменистана «Заслуженный тренер Туркменистана» состоит из трёх вписанных друг в друга частей, его основу составляет восьмиугольник. Каждый угол восьмиугольника инкрустирован циркониевым камнем красного цвета. Общий диаметр нагрудного знака - 43.5 мм.
Видимые углы маленького восьмиугольника, расположенного на составляющем основу нагрудного знака восьмиугольнике, покрыты эмалью зелёного цвета.
Верхняя часть нагрудного знака состоит из круга общим диаметром 29,5 мм. в его центральной части изображены лучи солнца и в середине малого круга изображена карта Туркменистана в выпуклой форме, покрытая эмалью зелёного цвета.
С наружной стороны центрального круга нагрудного знака диаметром 20,5 мм, в верхней части кольца шириной 4,5 мм, покрытого зелёной эмалью, расположена позолоченная надпись «TÜRKMENISTANYŇ AT GAZANAN TÄLIMÇISI», а в нижней части - пять циркониевых камней белого цвета.
Нагрудный знак с помощью колечка соединяется с колодкой в форме флага, покрытой эмалью зелёного цвета, имеющей ширину 31 мм. высоту 18.5 мм. На колодке, изображены пять национальных гёлей, полумесяц и пять звёзд.